# Leucocosmia squamata
Leucocosmia squamata är en fjärilsart som beskrevs av Bethune-Baker. Leucocosmia squamata ingår i släktet Leucocosmia och familjen nattflyn. Inga underarter finns listade i Catalogue of Life.